# Азафенидин
Азафенидин — гербицид из группы триазолов.

## Характеристики
Азафенидин представляет собой белое твёрдое вещество, практически нерастворимое в воде. В водных растворах быстро фотодиссоциирует.

## Использование
Азафенидин считается селективным пре- и послевсходовым гербицидом. Используется против широколиственных сорняков и трав. Действие основано на ингибировании протопорфириногеноксидазы — ключевого фермента синтеза хлорофиллов.

## Утверждение
Заявку для включения в приложение I директивы 91/414/ЕЕС представил DuPont в 1997 году, но она была отклонена 4 декабря 2002 г. В Германии, Австрии и Швейцарии использование азофенидина запрещено.